# Titov Vrv
Titov Vrv (macedonio: Титов Врв; Inglés: Tito's Peak) es el pico más alto de la montaña Šar con 2.748 m. Está situado a unos 21 km al noroeste de la ciudad de Tetovo, en Macedonia del Norte. La cima fue llamada así después de la formación de Yugoslavia por el líder Josip Broz Tito.
Su nombre original era Голем Турчин/Golem Turčin ("Gran Turco"). En 1934, la cumbre fue rebautizada como Monte Aleksandar en honor al nombre del rey yugoslavo Aleksandar, que fue asesinado ese mismo año por un terrorista búlgaro. Durante la Segunda Guerra Mundial en la Macedonia yugoslava, las autoridades de ocupación búlgaras restauraron su nombre tradicional. Después de la fundación de la Yugoslavia comunista, el pico fue renombrado en 1953 de acuerdo con el culto a la personalidad de  Tito.

## Actividad
Cada año, el último fin de semana de mayo, el club de montaña "Ljuboten" organiza una escalada a este pico.